# Буревестник (клуб по хоккею с мячом, Москва)
«Буреве́стник» — клуб по хоккею с мячом из Москвы, существовавший в 1924—1959 годах.

## История
Команда была создана в 1924 году при клубе «Профинтерн». Клубу принадлежал стадион в Самарском переулке. В 1926—1931 годах команда называлась ССТС (Союз советских торговых служащих), а в 1931—1935 — СКиГ (Союз кооперации и госторговли). В 1955 году в «Буревестник» влились спортсмены, представлявшие команды ликвидированных спортобществ «Труд», «Медик» и «Наука».
Укреплённая команда трижды становилась призёром чемпионата СССР. В 1958 году было принято решение исключить команду из чемпионата, а в следующем году команда была ликвидирована полностью.

## Достижения
- Бронзовый призёр чемпионата СССР — 1954, 1957, 1958
- Финалист Кубка СССР — 1940, 1941
- Чемпион Москвы — 1932, 1933, 1955

## Известные игроки
- Иван Давыдов
- Александр Зайцев
- Евгений Папугин
- Олег Биктогиров
- Юрий Парыгин
- Анатолий Сягин
- Юрий Афанасьев
- Анатолий Мельников
- Евгений Манкос
- Юрий Голубенков

## Тренеры
- 1935/36 Владимир Стрепихеев
- 1948/49 С. И. Соколов
- 1951-53 Вл. И. Соколов
- 1953/54 Иван Кочетков
- 1954/55 Борис Петров
- 1955-58 Виктор Карелин